# 王之佑
王之佑（1892年3月18日—1985年），字立三，辽宁兴城人。中华民国、满洲国军事将领。

## 生平
王之佑早年曾先后就读于直隶省陆军小学堂、陆军中学堂、陆军预备学校、保定陆军军官学校，1916年毕业后任陆军步兵少尉。其后，历任直隶陆军混成第一旅第一团排长、连长，旅司令部上尉参谋官，第二团教练官，陆军第二十三师参谋长兼炮兵二十三团团长。1924年授陆军少将，任北京将军府少将参军。后又历任镇威上将军公署军事顾问、军务处长，步兵第一旅旅长。1927年，授陆军中将。1928年起，担任第六方面军团司令部参谋长、吉林全省警务处长、吉林省政府委员。1932年，任东铁护路军、吉林自卫军联合军前敌总指挥，参与哈尔滨保卫战。
1932年，他投靠日军，历任满洲国军政部参谋司宣传部长、军政部军事调查部长、军政部参谋司司长兼通信本处长、治安部参谋司司长、第八军管区司令官、第三军管区司令官、陆军训练学校校长、第一军管区司令官。1945年被苏军俘获。中华人民共和国成立后，他被移交中华人民共和国。1961年，他获得特赦。